# Stamper (werktuig)
Een stamper is een apparaat voor het verdichten of fijnstampen van diverse materialen.

## Bouw
Grote stampers worden voornamelijk in de bouw voor de verdichting van de grond gebruikt. De eerste handstampers waren dikke houten stammen met een vlakke onderkant. Een moderne handstamper is van metaal en bestaat uit een steel met aan de onderkant een verzwaarde vlakke plaat. Daarnaast zijn er pneumatische en motoraangedreven trilstampers.

## Vuurwapens
Tot halverwege de negentiende eeuw werden vrijwel alle vuurwapens via de loop geladen, de zogenaamde voorladers. De munitie werd hierbij aangestampt met een stamper die laadstok werd genoemd.

## Voedselbereiding
In de keuken worden verschillende stampers gebruikt. De bekendste is de stamper van een vijzel. Andere stampers zijn de pureestamper of aardappelstamper waarmee gekookte aardappels tot aardappelpuree worden gestampt, de koffiestamper om gebrande koffie voor espresso te comprimeren en de tonicstamper of cocktailstamper, waarmee fruit of kruiden in een cocktail kunnen worden gestampt.

## Fotoreeks

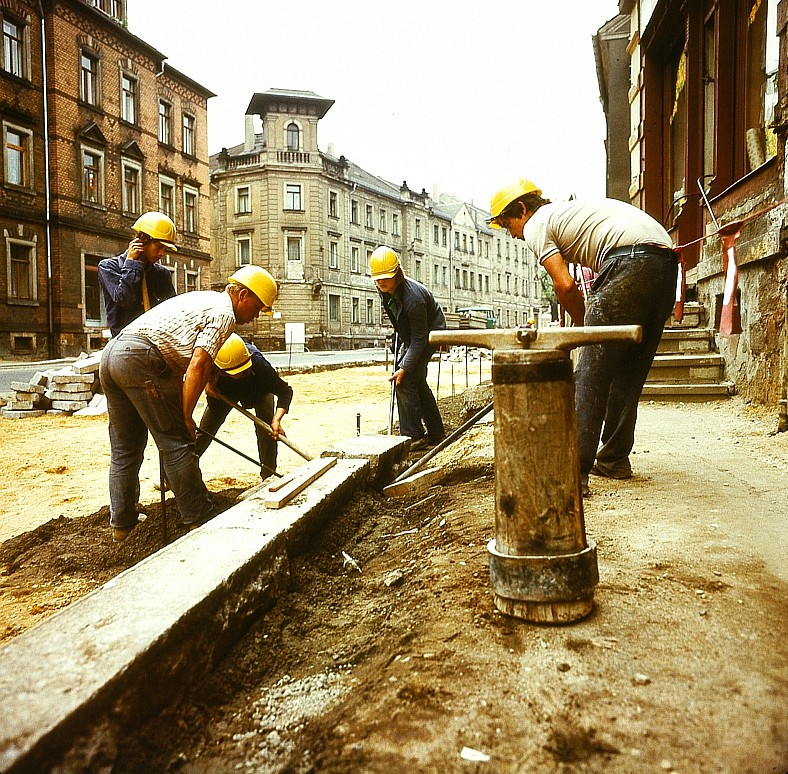
Handstamper
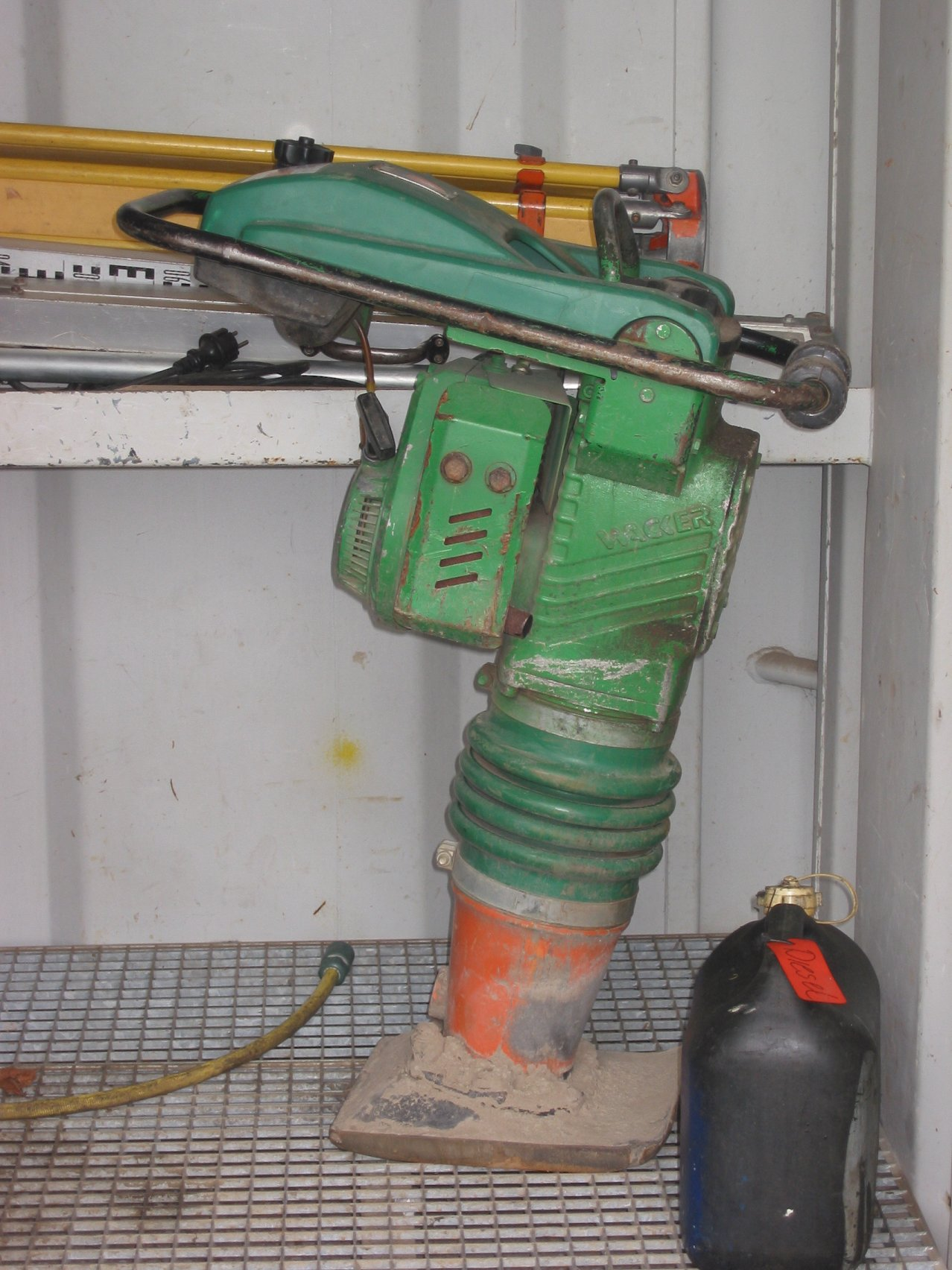
Trilstamper
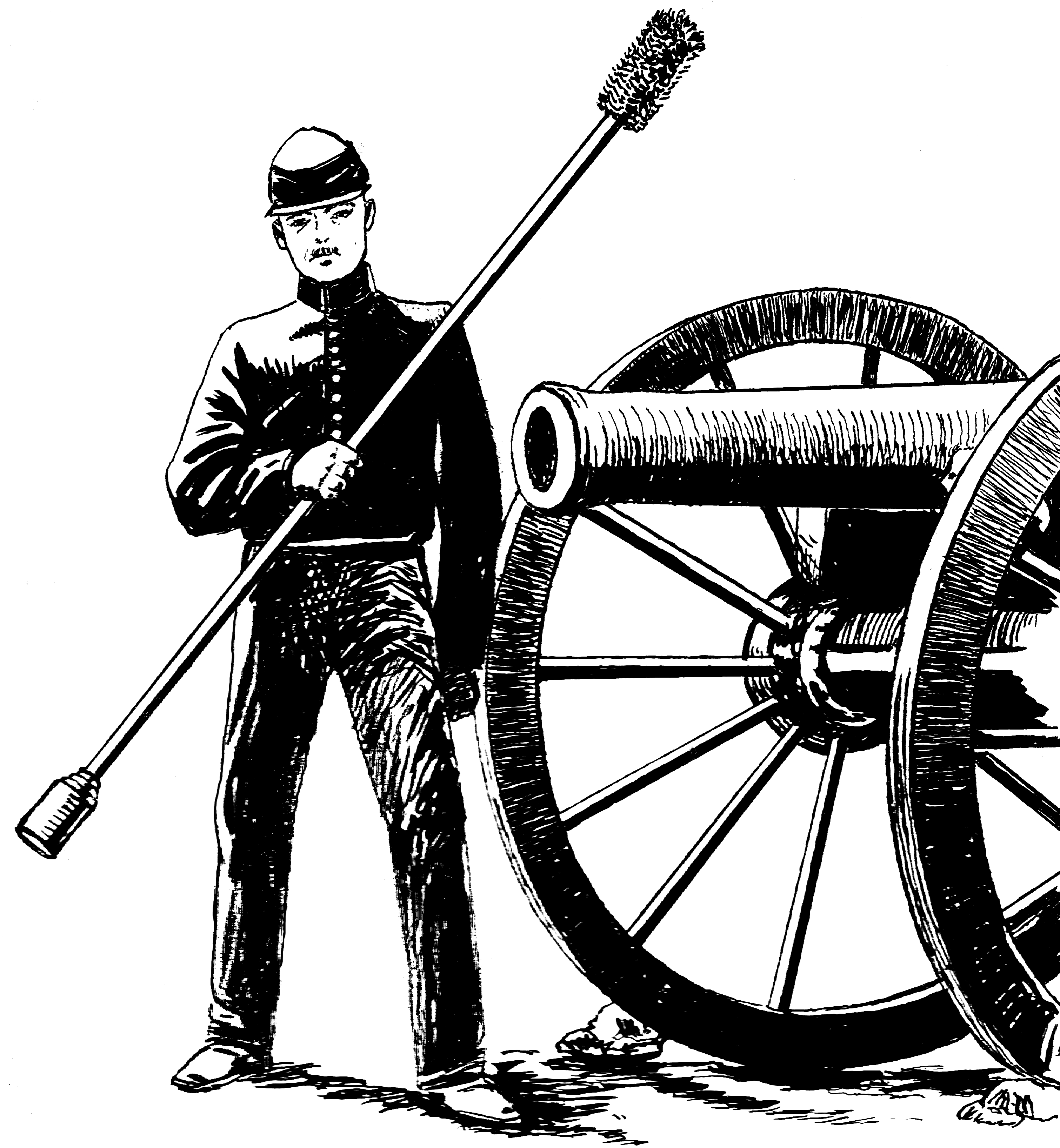
Laadstok
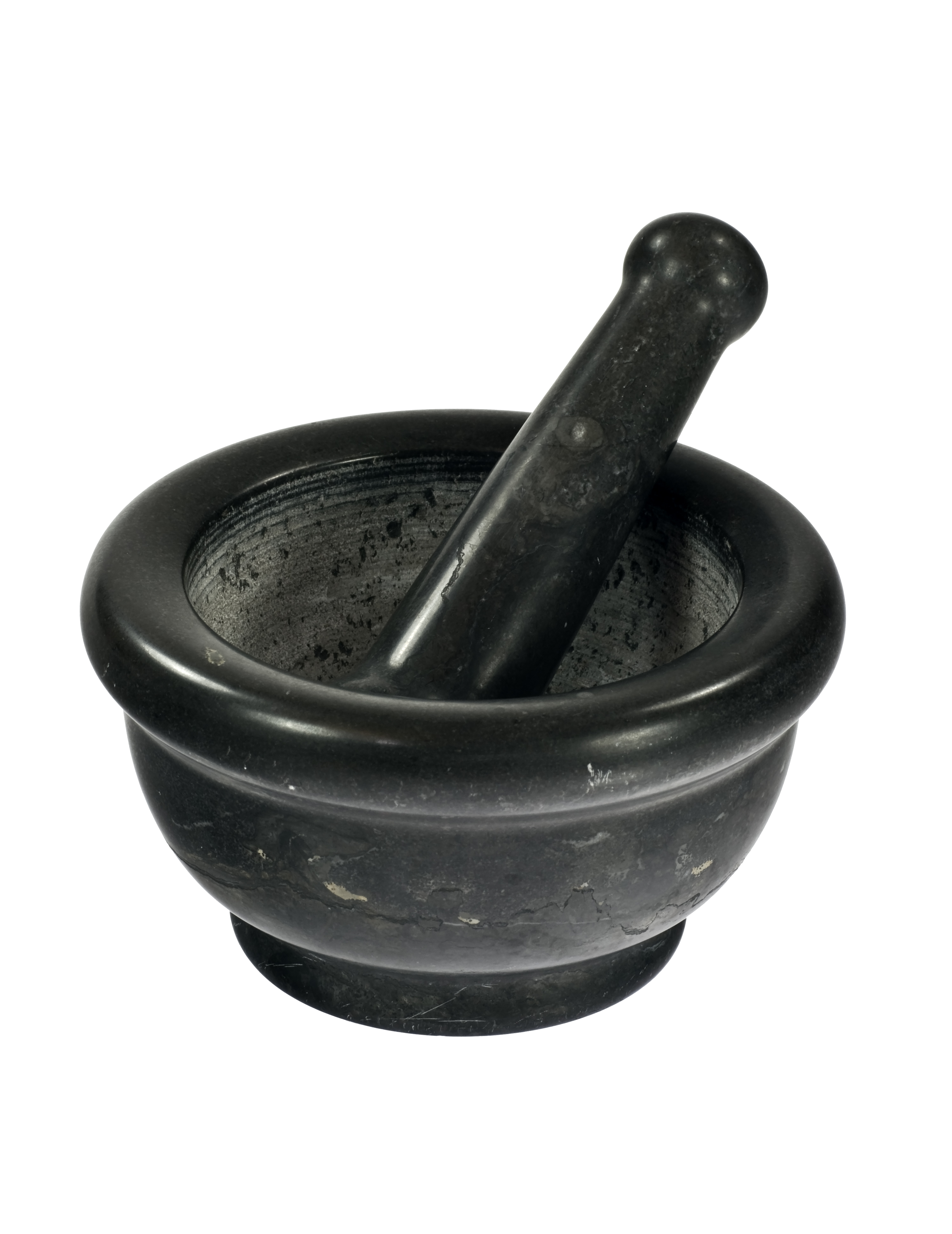
Vijzel
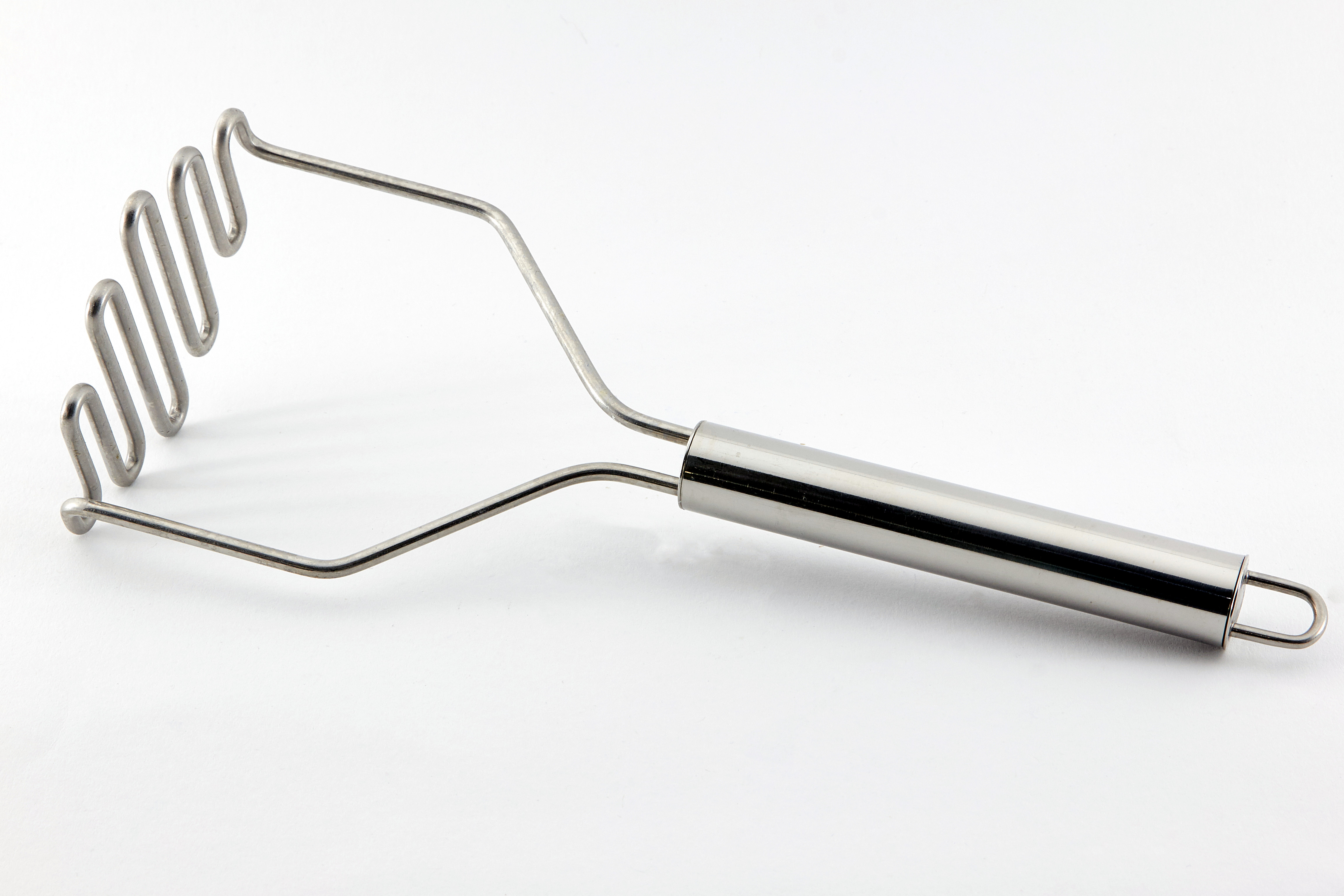
Pureestamper
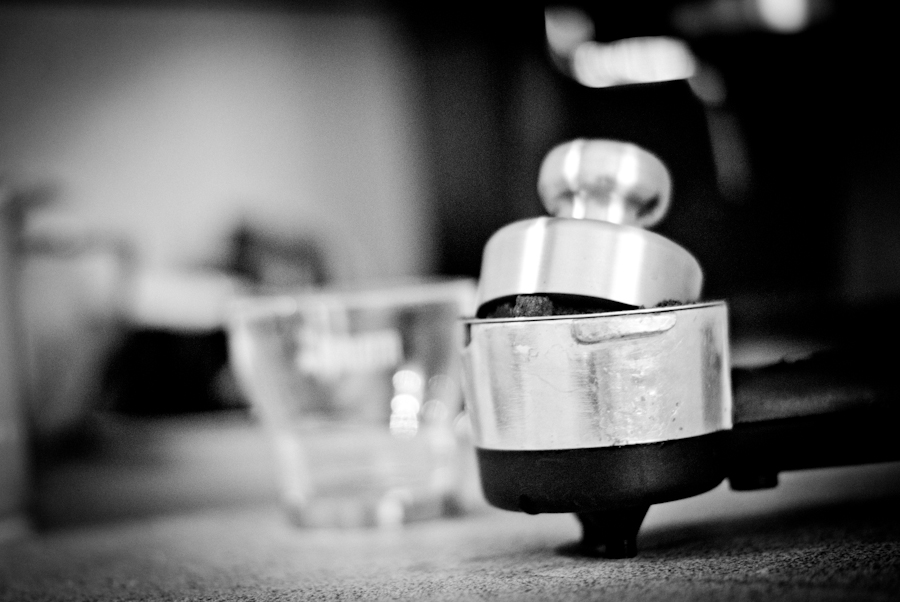
Koffiestamper
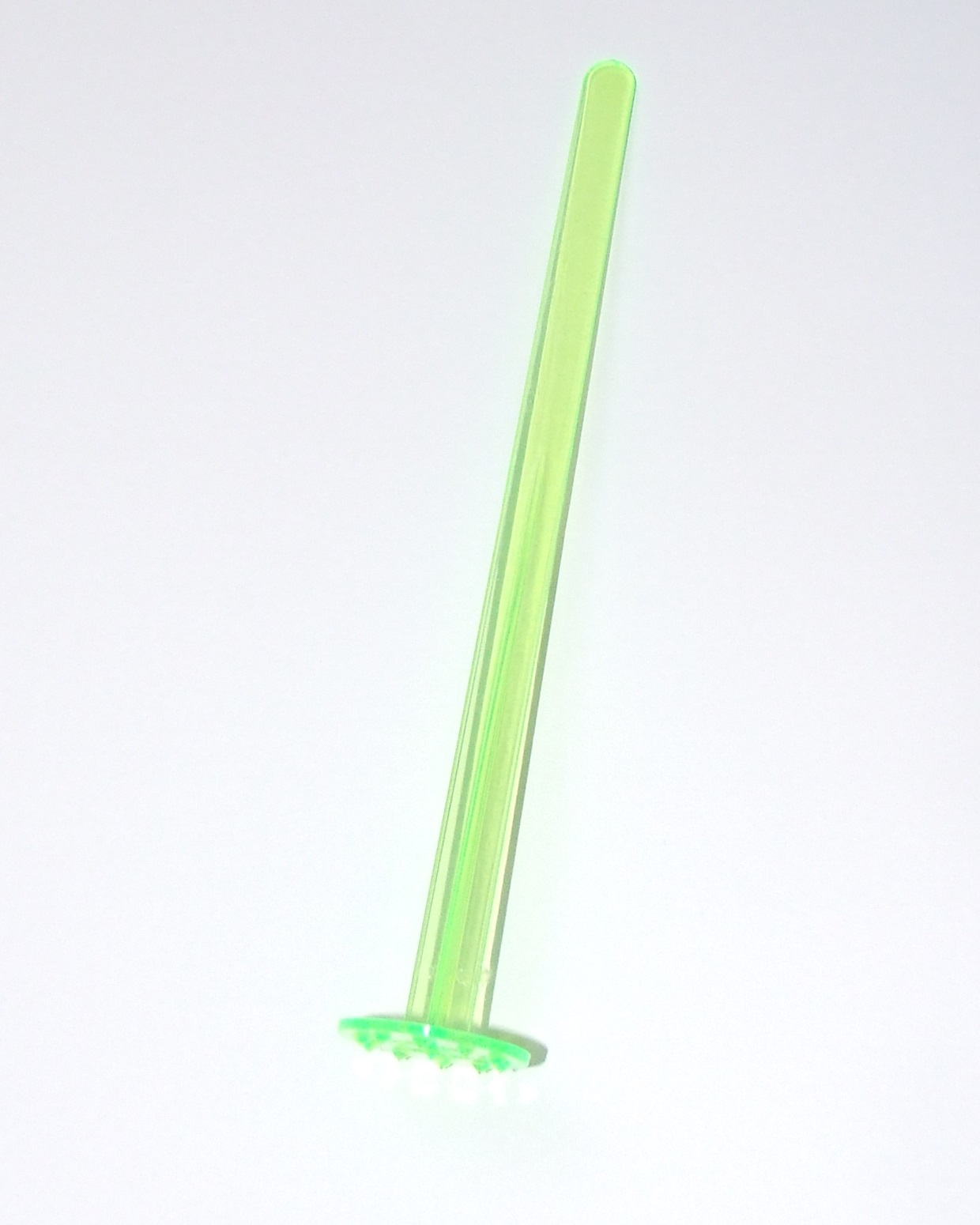
Tonicstamper